# Michael Jordan
Michael Jeffrey Jordan (n. 17 februarie 1963, New York City, New York, SUA) este un fost jucător profesionist american de baschet, actualmente om de afaceri și proprietar majoritar la clubul de baschet Charlotte Hornets. Biografia sa de pe site-ul NBA spune, "Michael Jordan este recunoscut ca cel mai mare jucător de baschet al tuturor timpurilor". Jordan a fost unul dintre sportivii cei mai comercializați ai generației sale și a fost cel mai important instrument în popularizarea NBA în jurul lumii în anii 1980 și 1990.
După o carieră formidabilă la Universitatea din Carolina de Nord la Chapel Hill, unde a fost un membru al Tar Heels care a câștigat Campionatul Național în 1982, Jordan s-a alăturat echipei Chicago Bulls din NBA în 1984. El a devenit rapid o stea în ligă, distrând mulțimea cu stilul lui spectaculos de marcator. Abilitatea sa de a sări, ilustrată prin efectuarea slam dunk-urilor de la linia de aruncări libere în concursurile de slam dunk, i-a adus poreclele "Air Jordan" și "His Airness". El și-a câștigat, de asemenea, reputația de a fi unul dintre cei mai buni jucători de baschet din defensivă.. În 1991, el a câștigat primul său campionat NBA cu Bulls,. Au urmat alte titluri în 1992 și 1993, asigurând un "three-peat" . Deși Jordan s-a retras brusc din baschet la începutul sezonului 1993-1994,dorind să urmeze o carieră în baseball, el a revenit la Bulls în 1995 și i-a condus la trei campionate suplimentare (1996, 1997, și 1998), precum și la un record 72 de victorii în sezonul regulat în 1995-96. Jordan s-a retras pentru a doua oară în 1998, dar a revenit pentru încă două sezoane în 2001 ca jucător la Washington Wizards. Premiile individuale și realizările sale includ 5 premii MVP, 14 apariții în NBA All-Star Game, 3 premii MVP la All-Star Game, 10 titluri de golgheter, 3 titluri de intercepții, 6 premii MVP ale Finalelor NBA, iar în 1988 premiul de apărătorul anului. El deține recorduri NBA pentru cele mai multe puncte marcate pe meci atât în sezonul regulat (30.12) cât și în playoff (33.45). În 1999, el a fost numit cel mai mare atlet nord-american a secolului 20 de ESPN, și a fost al doilea după Babe Ruth pe lista Associated Press de sportivi ai secolului. El a fost ales în Naismith Hall of Fame pe 6 aprilie 2009 și introdus oficial pe 11 septembrie 2009.
Jordan a alimentat de asemenea succesul de adidași Jordan ai lui Nike, care au fost introduși în 1985, și continuă să rămână populari și astăzi. Jordan a jucat în filmul Space Jam din 1996, jucându-se pe sine. El este proprietarul majoritar și șef al operațiunilor de baschet pentru Charlotte Hornets, și a câștigat recent un război al ofertelor de a cumpăra echipa de la fostul proprietar Robert L. Johnson.

## Primii ani

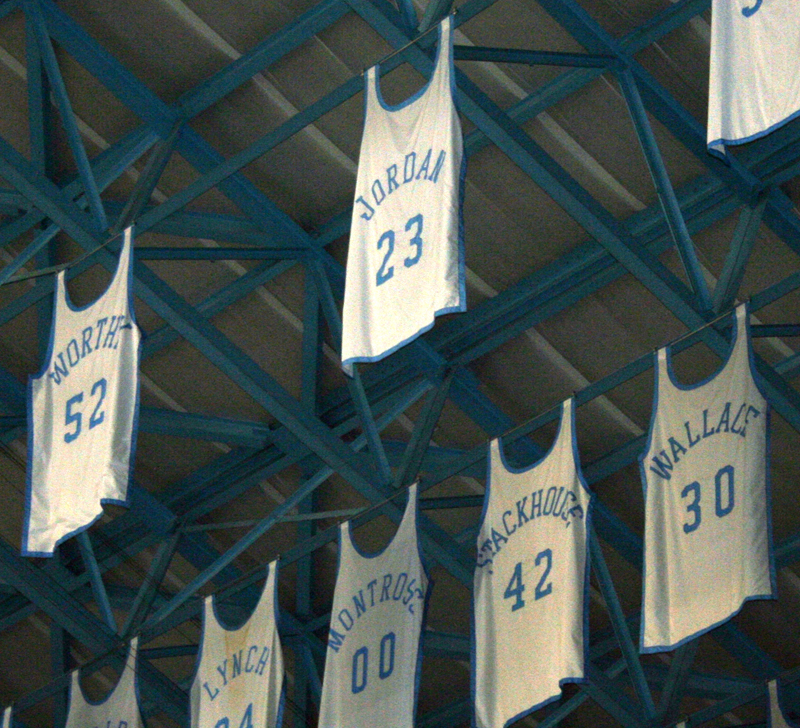
Tricoul lui Jordan pe când juca la University of North Carolina

Jordan s-a născut în Brooklyn, New York, fiul lui Deloris , care a lucrat în domeniul bancar, și James R. Jordan, un supraveghetor de echipamente. Familia sa s-a mutat la Wilmington, Carolina de Nord, atunci când era copil.. Jordan a mers la școală la Emsley A. Laney High School din Wilmington, unde a ancorat cariere atletice jucând baseball, fotbal american și baschet. El a încercat pentru echipa de baschet Varsity în al doilea an de studenție, dar la abia 1,80 m, el a fost considerat prea scund pentru a juca la acest nivel. Prietenul lui mai înalt, Harvest Leroy Smith, a fost singurul care a fost ales dintre Sophomores pentru a face parte din echipă.
Motivat să își dovedească valoarea, Jordan a devenit steaua echipei de juniori și a fost cel mai bun marcator în 40 de jocuri. În vara următoare, el a crescut 10 cm în înălțime, și antrenându-se în mod riguros a câștigat un loc în echipa mare, obținând o  medie de aproximativ 20 de puncte pe meci. . Ca senior, a fost selectat la McDonald's All-American-Team după un sezon încheiat cu o triplă dublă ca medie: 29.2 puncte, 11.6 recuperări și 10.1 pase decisive.
În 1981, Jordan a câștigat o bursă de baschet la Universitatea din Carolina de Nord la Chapel Hill, unde s-a specializat în geografie culturală. Ca un boboc în echipa condusă de Dean Smith, a fost numit bobocul ACC al anului, cu o medie de 13.4 puncte pe meci (PPG) și o medie de 53,4% la aruncarea la coș. El a realizat coșul decisiv în finala campionatului NCAA din 1982 împotriva celor de la Georgetown, la care juca viitorul său rival din NBA Patrick Ewing. Jordan a descris acel coș un moment decisiv în cariera lui de baschet. În timpul celor trei sezoane de la Carolina de Nord, el a avut o medie de 17.7 puncte pe meci la 54,0% și a adăugat 5.0 recuperări pe meci (RPG). El a fost selectat în echipa ideală NCAA fie în 1982 cât și în 1983. După ce a câștigat premiul Naismith de Jucătorul Anului în 1984, Jordan s-a declarat pentru draft-ul NBA din 1984. Chicago Bulls l-a selectat al treilea după Hakeem Olajuwon (Houston Rockets) și Sam Bowie (Portland Trail Blazers). Jordan a revenit la Carolina de Nord pentru a-și completa studiile în 1986.

## Cariera ca jucător profesionist
În primul său sezon în NBA, Jordan a obținut o medie 28.2 PPM cu 51,5% la aruncări. El a devenit rapid un jucător foarte popular, chiar și în arenele opuse. și a apărut pe coperta Sports Illustrated prin articolul "A Star Is Born", doar la o lună după începutul carierei sale profesioniste. Jordan a fost, de asemenea, votat de fani drept starter la All-Star Game. Controverse au apărut înaintea meciului când mai mulți veterani, în frunte cu Isiah Thomas, au fost deranjați de faptul că lui Jordan i se dă prea multă atenție. Acest lucru a dus la așa-numitul  "freeze-out", în care jucătorii au refuzat să-i paseze mingea în timpul jocului. Controversa stânga. Acest fapt nu l-a afectat prea mult pe Jordan, care a revenit în sezonul regulat și a fost declarat începătorul anului. Bulls au terminat sezonul cu 38 de victorii și 44 de înfrângeri, și au fost eliminați în primul tur al playoff de Milwaukee Bucks.
În al doilea sezon Jordan a fost accidentat la piciorul stâng asta făcând-ul să piardă 64 de jocuri. În ciuda prejudiciului Jordan a făcut un record de 30-52, iar Bulls a intrat în playoff. Jordan a fost recuperat la timp pentru a participa în playoff și s-a comportat bine la întoarcere. Împotriva unei echipe 1985-1986 Boston Celtics care este adesea considerată una dintre cele mai mari din istoria NBA, Jordan a stabilit un record încă-neîntrerupt de puncte într-un joc cu 63 de puncte în jocul al doilea. Cu toate acestea Celtics, a reușit să măture seria.
Jordan s-a recuperat complet până în sezonul 1986-87, și a avut unul dintre cel mai prolific sezon din istoria NBA. El a devenit singurul jucător,în afară de Wilt Chamberlain care să înscrie 3.000 de puncte într-un sezon, cu o medie în ligă de 37.1 puncte de pe 48,2%. În plus, Jordan a demonstrat priceperea lui în apărare,el a devenit primul jucător din istoria NBA care a înregistrat 200 de mingi furate și 100 blocuri într-un sezon. În ciuda succesului lui Jordan, Magic Johnson a câștigat MVP-ul. Bulls a ajuns la 40 victorii, și avansate pentru playoff pentru al treilea an consecutiv. Cu toate acestea, ei au fost din nou ștersi de Celtcs.

### La mijlocul carierei
Jordan a condus liga în noul sezon 1987-1988, o medie de 35.0 PPG la 53,5%. și a câștigat primul său premiu de MVP. El a fost, de asemenea, numit jucătorul defensiv al Anului, a avut o medie 1.6 blocuri și 3.16 steals pe joc. Bulls terminând cu 50-32, și au trecut de primul tur al playoffului pentru prima dată,în cariera lui Jordan, au învins Cleveland Cavaliers în cinci jocuri . Cu toate acestea, Bulls a pierdut în cinci jocuri cu mai experimentata Detroit Pistons, care au fost conduși de Isiah Thomas și un grup de jucători cunoscuți sub numele de "Bad Boys".
În sezonul 1988-1989, Jordan a condus din nou liga, cu o medie de 32.5 PPGla 53,8%, împreună cu 8 RPG și 8 ajută pe joc (APG). Bulls terminat cu un 47-35, record, și avansate, învingându-i apoi pe cei de la Cleveland Cavaliers și New York Knicks în lungul drumului. Cu toate acestea, Pistons a învins din nou Bulls, de data aceasta în șase jocuri, prin utilizarea "Jordan Rules" metoda de pază a lui Jordan, care a constat din dublaje la el și triplaje la Jordan care nu prea a atins mingea.
Bulls a intrat în sezonul 1989-1990 ca o echipă în creștere, cu grupul lor de bază, Jordan și jucătorii tineri precum noile transferuri Scottie Pippen și Horace Grant, și sub îndrumarea noului antrenor Phil Jackson. Jordan avut medie de lider de liga de 33.6 PPG la 52,6%  pentru a merge cu 6.9 și 6.3 rpg APG ducându-i pe Bulls la un record de 55-27. Ei au avansat din nou în finală Conferința de Est iar Bulls a pierdut la Pistons, apoi îi bat pe Bucks și Philadelphia 76ers. Totuși, în ciuda jucării celui de-al șaptelea meci al seriei,intră în treilea sezon consecutiv.

## Primul triumvirat
În sezonul 1990-1991, Jordan a câștigat cel de-al doilea premiu MVP după o medie de 31.5 PPG pe fotografiere 53.9%, 6.0 rpg, și 5.5 APG pentru sezonul regulat. Taurii au terminat pe primul loc în divizia lor pentru prima dată în 16 ani și a stabilit un record franciză cu 61 victorii în sezonul regulat. Cu Scottie Pippen în curs de dezvoltare într-un All-Star,. Bulls și-au ridicat jocul. Bulls i-au învins pe cei de la New York Knicks și Philadelphia 76ers, în deschiderea a două runde de playoffs. Ei au avansat la finala Conferinței de Est în cazul în care rivalul lor, Detroit Pistons, îi aștepta. Cu toate acestea, de data aceasta Bulls bate Pistons într-o măsură surprinzătoare. Într-un final neobișnuit la al patrulea joc , Isiah Thomas a condus echipa sa, s-a oprit în fața instanței în ultimul minut când au încheiat. Cele mai mulți dintre echipa lui Pistons a mers direct la vestiar în loc să dea mîna cu Bulls. Tauri au compilat un remarcabil 15-2 record în timpul playoffului, și a avansat până în finala NBA pentru prima dată în istoria francizei, unde i-au bătut pe Los Angeles Lakers patru jocuri la unul. Poate cel mai bun moment cunoscut din seria a venit în joc 2 atunci când, încercând un dunk, Jordan a evitat o potențială Sam Perkins de ai bolca mingea din mână, în aer Jordan a marcat. În prima sa apariție în Finală, Jordan a postat pe o medie pe meci de 31,2 puncte de pe 56% din domeniul de fotografiere, 11,4 asistă, 6.6 rebounds, 2.8 și 1.4 fură blocuri. Jordan a câștigat primul său premiu Finala NBA MVP, și el strigă în timp ce deține trofeul Finala NBA. Jordan și cei de la Bulls au continuat dominația lor în sezonul 1991-1992, de stabilire a unui record 67-15, topping lor de înregistrare franciza 1990-91. Jordan a câștigat de-al doilea consecutiv premiul MVP cu valori medii de 30,1 puncte, 6.4 recuperări și 6.1 ajută pe joc la 52% de fotografiere.După ce a câștigat o serie de 7 fizic jocul peste New York Knicks, în al doilea tur al playoff și finisare pe Cleveland Cavaliers, în finala Conferinței de la 6 jocuri., Bulls au întâlnit pe Clyde Drexler și Portland Trail Blazers în finală. Mass-media, sperând să recreeze o rivalitate Magic-Bird, a subliniat similitudinile dintre "Air" Jordan și Clyde "Glide" în timpul hype pre-finală. În primul joc, Jordan a marcat un record de 35 puncte în prima jumătate a anului, inclusiv un record de șase coșuri domeniul trei puncte.După al șaselea trei, indicatorul a alergat la el jos instanța și ia spus că a uitat de courtside. Marv Albert, care a difuzat jocul, a declarat mai târziu că era ca și cum Jordan spunea, "Eu nu pot să cred că fac acest lucru." Bulls a continuat să câștige un joc, și înfrângerea Blazers în șase jocuri. Jordan a fost numit MVP Final pentru al doilea an la rând și a terminat seria medie de 35.8 PPG, 4.8 rpg, și 6.5 APG, în timp ce trage 53% din podea. În 1992-93, în ciuda unei PPG 32.6, 6.7 și 5.5 rpg campanie APG, cu baleiaj lui Jordan de sezoane consecutive, MVP încheiat, a pierdut premiul pentru prietenul său Charles Barkley. Coincidență, Jordan și Bulls au întâlnit Barkley și Phoenix Suns sa în finala NBA 1993. Tauri capturat de-al treilea consecutiv campionatul NBA la o lovitură joc-câștigătoare de către John Paxson și un bloc ultima secundă de Horace Grant, dar Jordan a fost din nou catalizator Chicago. El a avut o medie Finala-record 41.0 PPG în timpul serii de șase jocuri și a devenit primul jucător din istoria NBA care a câștigat trei premii MVP Final. El a marcat mai mult de 30 de puncte în fiecare joc din serie, inclusiv 40 sau mai multe puncte in 4 meciuri consecutive. Cu său triumf treia finala, Jordan plafonate pe un termen de șapte ani, unde a obținut șapte titluri de notare și trei campionate, dar au existat semne că Jordan au fost obositoare de celebritate sale masive și toate luptele din afara vieții lui.

### Controverse la jocuri de noroc
În timpul playoff-ului jucat de Bulls în 1993,o controversă a apărut atunci când Jordan a fost văzut la jocuri de noroc în Atlantic City,New Jersey noaptea înaintea meciului împotriva celor de la New York Knicks . În același an, el a admis că va acoperi 57.000$,pierderi la jocurile de noroc,.Jordan a vorbit cu ED Bradley la CBS,un show de 60 de minute și a recunoscut că a luat niște decizii nechibzuite.
Jordan a declarat: “Da, am ajuns în situații în care nu aș fi mers pe jos și am împins plicul. Este compulsiv? Da,dar depinde de cum te uiți la el.? Dacă ești dispus să pui în pericol condițiile tale de trai și familia ta, atunci da." Michael Jordan Still Flying High, cbsnews.com, 20 august 2006, accessed 15 ianuarie 2007. Când Bradley l-a întrebat dacă vreodată la jocuri de noroc sa ajuns la nivelul la care aceasta a pus în pericol mijloacele sale de existență sau de familie,Jordan a răspuns " Nu!".

### Prima retragere și cariera ca jucător de baseball

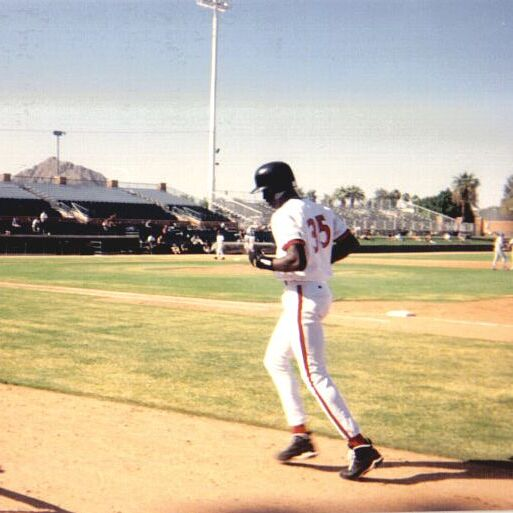
Michael Jordan în timp ce juca la Scottsdale Scorpions

Michael Jordan în timp ce joacă cu Scorpions Scottsdale,în data de 6 octombrie 1993, își anunță retragerea, citând o pierdere din dorința de a juca acest joc. Jordan a declarat mai târziu că uciderea tatălui sau mai devreme in acel i-a schimbat deciziile.. James R. Jordan Sr. a fost ucis la 23 iulie 1993, intr-o de odihna de pe autostrada în Lumberton, Carolina de Nord, de către doi adolescenți , Daniel Martin Demery verde și Larry. Atacatorii au fost trasate de apeluri au făcut apeluri de pe telefonul celular James Jordan, prins, condamnat, și condamnat la închisoare pe viață.Jordan a fost aproape de tatăl său ca un copil, având o înclinație de la el de a scoate limba în timp ce e absorbit în muncă. El,mai târziu a adoptat și semnătura proprie, de la afișarea ei de fiecare dată, la coș după coș. În 1996 el a fondat zona Chicago Boys & Girls Club și dedicat tatălui său.
În autobiografia sa din 1998,”Pentru dragostea de joc”, Jordan a scris că el a făcut pregătirea pentru pensionare cât mai devreme,in vara anului 1992. Epuizarea adăugată datorită „Dream Team”,în timpul Jocurile Olimpice de vară din 1992 a solidificat sentimentele lui Jordan despre joc și statutul său de celebritate în continuă creștere. Anuntul lui Jordan a trimis unde de șoc în întregul NBA și a apărut pe primele pagini ale ziarelor din întreaga lume. 
Jordan a surprins și mai mult lumea sportului prin semnarea unui contract de baseball minor in liga cu Chicago White Sox. El a confirmat la primvara de formare și a fost repartizat la sistemul echipei de ligă minoră pe 31 martie 1994. Jordan a declarat că această decizie a fost luată ca să urmarească visul tatălui său, care și l-a imaginat mereu pe fiul său ca un jucător Major League Baseball. White Sox au fost o altă echipă deținută de către proprietarul lui Bulls,,Jerry Reinsdorf, care a continuat să-i onoreze contractul lui . El a avut o carieră scurtă ca jucător profesionist de baseball pentru Barons Birmingham, un White Chicago.Sox echipa de fermă, bataie 0.202 cu 3 ore, 51 RBI, 30SB, și 11 erori. Michael Jordan: The Stats, infoplease.com, accessed 15 martie 2007. De asemenea, el a apărut pentru Scorpions în Scottsdale Arizona 1994 Fall League,la bătaie.202 împotriva perspectivelor topuri din baseball.

### “M-am intors”:Întoarcerea în NBA
În sezonul 1993-1994, Jordan împreună cu Bulls mai mai face un record de 55-27, Chicago Bulls, și au pierdut la New York Knicks, în al doilea tur al playoff. Dar versiunea 1994-1995 a lui Bulls a fost. de doar doi ani mai devreme. Se luptă la mijlocul sezonului pentru a-și asigura un loc în playoff, la Chicago a fost 31-31 la un moment dat la mijlocul lunii martie. Echipa a primit un lift, cu toate acestea, atunci când Jordan a decis să se întoarcă în NBA pentru Bulls.
La data de 18 martie 1995, Jordan și-a anunțat revenirea în NBA printr-un comunicat de presă apregnant: "m-am întors." Michael Jordan, nba.com/history, accessed 15 ianuarie 2007. În ziua următoare,Jordan îmbrăcat in tricoul cu numarul 45 (numărul lui cu Barons) , pentru că al său familiar 23 a fost retras în onoarea sa în urma primei pensionării. El a luat fața în instanță cu Bulls pentru a face față Indiana pacers în Indianapolis, marcând 19 puncte . Jocul a avut cel mai mare rating Nielsen a unui joc din sezonul regulat NBA, din anul 1975
Deși nu a jucat într-un meci din NBA într-un an și jumătate, Jordan a jucat bine la întoarcerea sa, castigă un meci împotriva lui Atlanta,făcând o săritură si o aruncare superbă și marcând 55 de puncte într-un joc împotriva celor de la Knicks, la Madison Square Garden pe 28 martie 1995. Impulsionanta de revenirea lui Jordan, Bulls a câstigat playoff-ul și a avansat spre Conferința de Est,în semi-finala împotriva lui Orlando Magic. La sfârșitul primului joc din serie, desi Orlando lui Nick Anderson l-a impins pe Jordan din spate,care mergea spre coșul câstigător pentru Magic, el a dorit să comenteze mai târziu că Jordan "nu arată ca vechiul Michael Jordan",, după care a revenit Jordan purtând numărul său vechi,23. Jordan a înscris in medie 31 puncte pe meci în aceasta serie,dar Orlando a prevalat în șase jocuri.

### Al doilea triumvirat

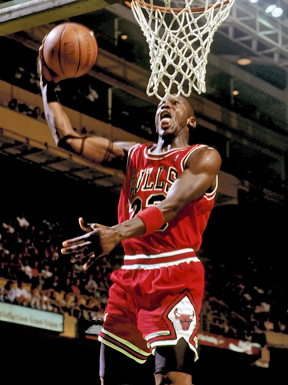
Jordan pe cale să înscrie un slam dunk

Proaspăt motivat de înfrangerea playoff, Jordan s-a antrenat mai agresiv pentru sezonul 1995-1996. Întăriți prin adăugarea lui Dennis Rodman, Bulls a dominat liga; începerea sezonului cu 41-3, și au Înregistrat cel mai bun sezon regulat din istoria NBA: 72 - 10. Jordan a condus liga prin marcarea a 30.4 puncte pe meci. și a câstigat sezonul și liga regulat și premii All-Star Game MVP . În playoffs, Bulls a pierdut doar trei jocuri în patru serii, învingându-i pe Seattle Supersonics in finala NBA pentru ca apoi să câștige campionatul. Jordan a fost numit “MVP (cel mai valoros jucător)" în fnale pentru a patra oară, fiind un nou record, depășindu-l pe Magic Johnson care a fost numit de 3 ori MVP în finale. El a atins de asemenea a doua gală a Premiilor MVP în sezonul All-Star Game, regulat și finala NBA, duplicarea feat Willis Reed în timpul sezonului 1969-1970. [20]. Deoarece acesta a fost primul campionat al lui Jordan de la moartea tatălui său, și care a fost câștigat pe Ziua Tatălui său; Jordan a reacționat foarte emoțional asupra câstigării titlului , inclusiv o scenă memorabilă a lui, în hohote pe podea în vestiar cu mingea de joc.
În sezonul 1996-1997, Bulls a început cu 69-11, dar au fost la limită în al doilea sezon în care au câțtigat consecutiv de 70 de ori, dar pierd ultimele doua meciuri și termină cu 69–13 . Cu toate acestea, în acest an Jordan nu a primit premiul NBA pentru cel mai valoros jucător, premiul fin oferit lui de Karl Malone. Echipa a avansat din nou în finală, unde s-au confruntat cu Malone și Utah Jazz.Seria împotriva lui Jazz a prezentat două dintre cele mai memorabile momente din cariera lui Jordan. El a caștigat Game 1 pentru Bulls, cu o lovitură numită buzzer-beating. În jocul 5, cu seria 2-2, Jordan a jucat, chiar dacă avea febră și era deshidratat, fiind din cauza un virus de la stomac. În ceea ce este cunoscut sub numele de "Jocul Gripă", Jordan a marcat 38 puncte, inclusiv trei puncte cu mai puțin de un minut rămas. Bulls a castigat 90-88 și a continuat sa castige în serie, șase jocuri. Pentru a cincea oară în finală, Jordan a primit premiul MVP din finală. În 1997 NBA All-Star Game, Jordan a postat pentru prima dată triple-double în All-Star Game, intrând în istorie cu efort victorios; cu toate acestea , el nu a primit premiul MVP. Jordan și Bulls au doborât un record de 62-20, în sezonul 1997-1998. [21] Jordan a condus liga cu 28.7 puncte pe meci, asigurând-și cel de-al cincilea premiu MVP, plus onoruri pentru Prima echipă- NBA All, Prima echipă defensivă și All-Star Game MVP . Bulls a capturat Conferința de Est Campionatul pentru un sezon drept, inclusiv supraviețuitor unei istovitoare serii de șapte jocuri cu Reggie Miller și Indiana Pacers în finala Conferinței de Est;. aceasta a fost prima dată cand Jordan a jucat într-un joc 7 din seria 1992 cu Knicks. După dominanțe, s-au mutat pentru o revanșă cu Jazz în finală.
Bulls s-au întors în Utah, pentru jocul 6 la 14 iunie 1998 conduce seria cu 3-2. Jordan a executat o serie de piese de teatru, considerat a fi una dintre cele mai mari performanțe din finala NBA din istorie. Cu Bulls câștigând cu 86-83 cu 40 de secunde rămase, antrenorul Jackson a cerut timeout. Atunci când s-a reluat jocul, Jordan a condus la coșuri multe, și a lovit cu un layup peste aparatorii lui Jazz de mai multe ori. Jazz adus mingea și a transmiso la Karl Malone, care a fost trecut pe un post mai retras și a fost păzit de Rodman. Malone jostled cu Rodman prins trece, dar Jordan ajunds în spatele lui i-a trecut mingea pe sub mână pentru a o fura. Jordan a driblat apoi încet și s-a oprit în partea de sus a terenului, observatorul, Jazz păzea Bryon Russell. Cu mai puțin de 10 secunde rămase, Jordan a început să dribleze dreapta, apoi a trecut în stânga, eventual, împingând-ul afară ape Russell, desi oficialii nu au spus fault. Jordan atunci a lansat ceea cear fi fost punctul culminant al carierei sale.
După o lovitură disperată de trei puncte a lui John Stockton, ratată, Jordan și Bulls au susținut cel de-al șaselea campionat NBA, și au asigurat un al doilea coș de trei. Încă o dată, Jordan a fost votat MVP din Finală, Finals Most Valuable Player care au condus toate cu scoruri de o medie de 33.5 puncte pe meci, inclusiv 45 care decid cel de al 6-lea Joc, asigurându-i lui Jordan șase MVP-uri în finală, este un record; Shaquille O'Neal, Magic Johnson , și Tim Duncan sunt legate pentru locul al doilea cu câte trei bucăti. Finala din 1998 detine cel mai mare rating de televiziune din istorie, și meciul 6 deține cel mai mare rating de televiziune față de orice joc din istoria NBA.

### A doua retragere

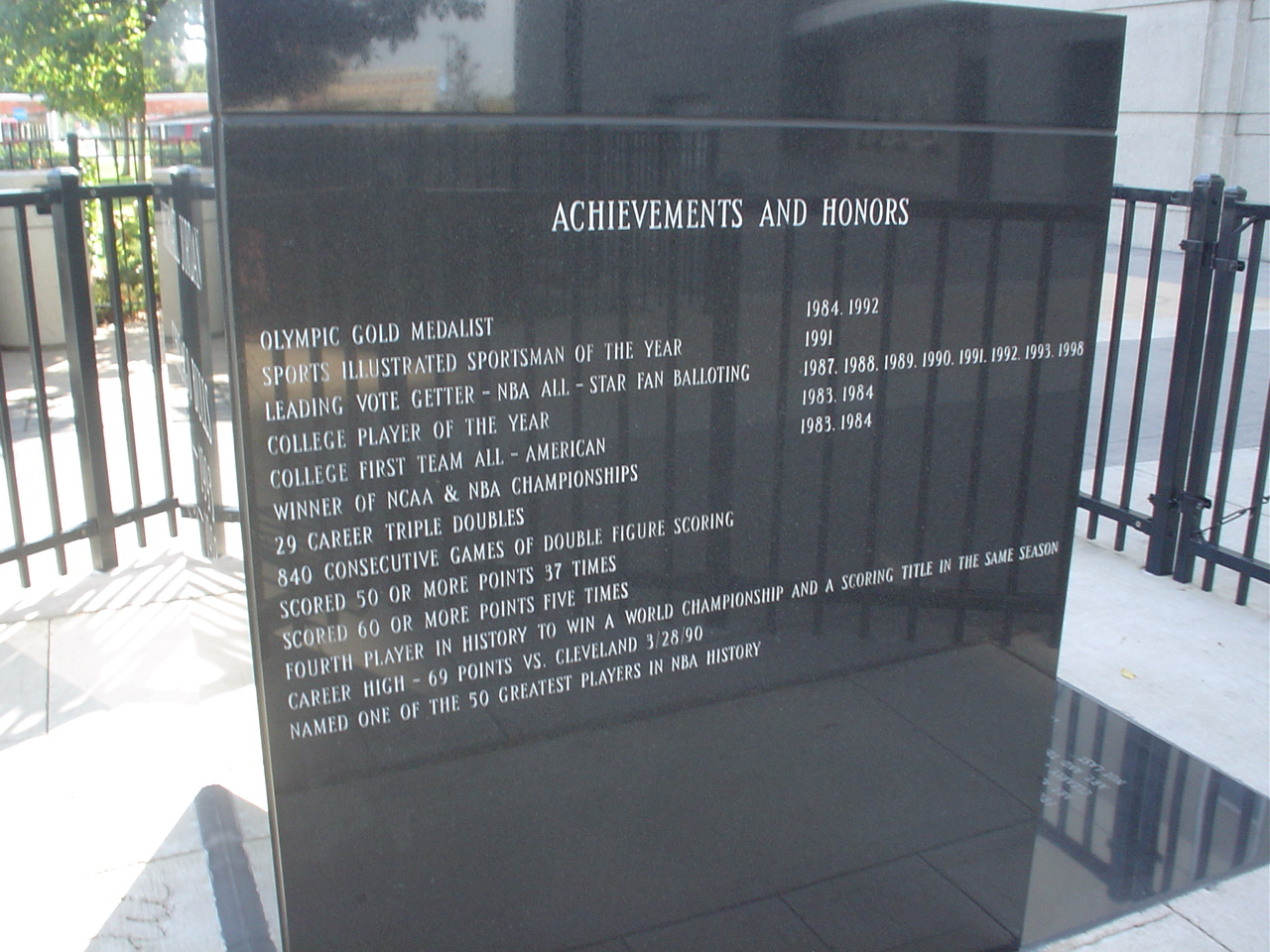
Piatra de la United Center pe care scrie realizările lui Jordan

Cu contractul lui Phil Jackson care expira și plecările lui Dennis Rodman și Scottie Pippen, Jordan a luat decizia de a se retrage pentru a doua oară pe data de 13 ianuarie 1999.
La data de 19 ianuarie 2000 Jordan a revenit la Washington Wizards în calitate de proprietar parțial, iar apoi i sa propus să devină co-proprietar împreună cu proprietarul original George Shinn. Cu toate acestea negocierile au eșuat deoarece Shinn a refuzat să îi dea toate acțiunile lui Jordan.
Responsabilitățile lui Jordan cu Wizards au fost complete. El a controlat toate aspectele din punct de vedere al conducerii și a avut ultimul cuvânt în toate problemele legate de echipă. Opiniile lui ca și director sportiv au fost amestecate. El a reușit să dea afară mai mulți jucători nu prea bine platiți cum ar fi Juwan Howard sau Rod Stricklan. Însă în 2001 după ce l-a luat pe rookieul Kwame Brown care nu a confirmat, l-au vândut după 4 sezoane.
În vara anului 2001 Jordan și-a exprimat dorința de a mai juca încă o dată, de data aceasta cu noua sa echipă.Jordan l-a angajat în 2001 pe fostul antrenor a lu Bulls Doug Collins,o decizie pe care mulți au văzut-o ca o altă prefigurare a revenirii sale.

### Întoarcerea ca jucător al lui Washington Wizards
Jordan în calitate de membru al lui Washington Wizards pe 14 aprilie 2003 din 25 septembrie 2001 Jordan a anunțat întoarcerea sa de a juca profesionist cu Wizards, manifestându-și intenția sa de a dona salariul său ca jucător pentru ajutarea victimelor din atacurile de la data de 11 septembrie 2001, Într-un prejudiciu -2001-2002, întreg sezonul el a condus echipa în notare (22,9 PPG), asistă (5.2APG), și fură (1.42 SPG). Cu toate acestea, cartilaj rupt la genunchiul, drept încheiat sezonul , după numai 60 de jocuri, mai puține a jucat într-un sezon regulat, deoarece a jucat 17 jocuri după întoarcerea de la prima sa pensionare în timpul sezonului 1994-1995.
Redarea în a 14-a sa finală NBA All-Star Game în 2003, Jordan l-a întrecut pe Kareem Abdul-Jabbar ca golgheterul all-time din istoria All-Star Game. În acel an, Jordan a fost singurul jucător de la Washington care a jucat în toate cele 82 jocuri, începând cu 67 din ele. El a avut o medie de 20.0 puncte, 6.1 recuperari, 3.8 asistă, 1.5 intercepții pe joc. El a împușcat, de asemenea, 45% din teren, și 82% de la linia de aruncări libere. Chiar dacă el a transformat 40 în timpul sezonului, el a marcat 20 sau 42 de ori mai multe puncte, 30 sau mai multe puncte de nouă ori, și 40 sau mai multe puncte de trei ori. Pe 21 februarie 2003, Jordan a devenit primul jucător de 40 de ani, la o concordanță 43 de puncte într-un meci din NBA  În timpul reprezentației sale cu Wizards, toate biletel pentru jocurile de acasă ale lui Jordan la Centrul MCI au fost vândute, și Wizards au fost echipa a doua cea mai vizionată din NBA, o medie de 20,172 de fani la un joc de la domiciliu și 19,311 pe drum . Cu toate acestea, nici unul dintre colegii lui Jordan la finalul celor două sezoane a dus la un aspect urât în playoff pentru Wizards, iar Jordan a fost de multe ori nemulțumit de jocul celor din jurul lui. În mai multe puncte de el i-a criticat deschis pe coechipierii săi mass-media, invocând lipsa lor de concentrare și de intensitate, mai ales că din numărul unu proiectul de murături din 2001 NBA Draft, Kwame Brown.
Cu recunoașterea faptului că 2002-2003 ar fi ultimul sezon al Jordan, omagii i-a adus tot NBA-ul. În ultimul său meci, la casa lui mai veche, Centrul Statelor Unite din Chicago, Jordan a fost primit cu aplauze de patru minute  Miami Heat a retras numărul 23 de pe tricou pe 11 aprilie 2003, deși Jordan nu a jucat pentru echipă . În 2003 la All-Star Game, lui Jordan i-a fost oferit un loc începând de la Tracy McGrady și Allen Iverson, dar a refuzat ambele; în cele din urmă, el a acceptat locul de Vince Carter, care a decis să dea sub presiunea mare din public.
Jordan în meciul final din NBA a fost pe 16 aprilie 2003 în Philadelphia. După ce a reușit doar 13 puncte în joc, Jordan a mers la bancă cu 4 minute și 13 secunde rămase din al treilea trimestru și cu echipa sa de final Philadelphia 76ers, 75-56.
Imediat după începerea celui de-al patrulea trimestru, First Union Center mulțimea a început să scandeze "Vrem Mike!". După încurajarea de mult a antrenorului Doug Collins, Jordan în cele din urmă a crescut la bancă și a reintrat în joc pentru Larry Hughes, cu 2:35 rămase. La 01:45, Jordan a fost faultat intenționat de către 76ers "Eric Snow, și pășit la linia de a ambele aruncări libere. După lovitura de fault al doilea, în 76ers-pasând mingea la recrutul John Salmons, care, la rândul său, a fost faultat intenționat de către Bobby Simmons o secundă mai târziu, oprirea timpului, astfel că Jordan putea reveni pe bancă. Jordan a fost primit cu aplauze trei minute de colegii lui, adversarii săi, funcționarii și o mulțime de fani 21257.

## Cariera olimpică
Jordan a jucat în două echipe olimpice care au câștigat aurul la basket. În facultate a participat la jocurile olimpice de vară din anul Jocurile Olimpice de vară din 1984 și a câștigat.
Jordan a condus echipa marcând în medie 17,1 puncte pe meci în timpul campionatului. În jocurile olimpice din anul Jocurile Olimpice de vară din 1992 a fost membru al unei echipe pline de staruri împreună cu Magic Johnson, Larry Bird, and David Robinson echipa a fost denumită ”Dream team”(echipa de vis). A jucat minute limitate datorită unor probleme personale, jordan a înscris în medie 12,7 puncte pe meci, ieșind al patrulea din echipă la marcaj. Jordan, Patrick Ewing și un alt membru alt membru al „Echipei de vis”, Chris Mullin sunt singurii jucători de basket masculin din America care au câștigat aurul olimpic atât ca amatori (în 1984), dar și ca profesioniști.
În plus jordan și un alt membru al „Echipei de vis” (un coechipier de la Bulls) Scottie Pippen sunt singurii jucători care au câștigat atât campionatul de NBA cât și aurul olimpic în același an (1992).

## După retragere

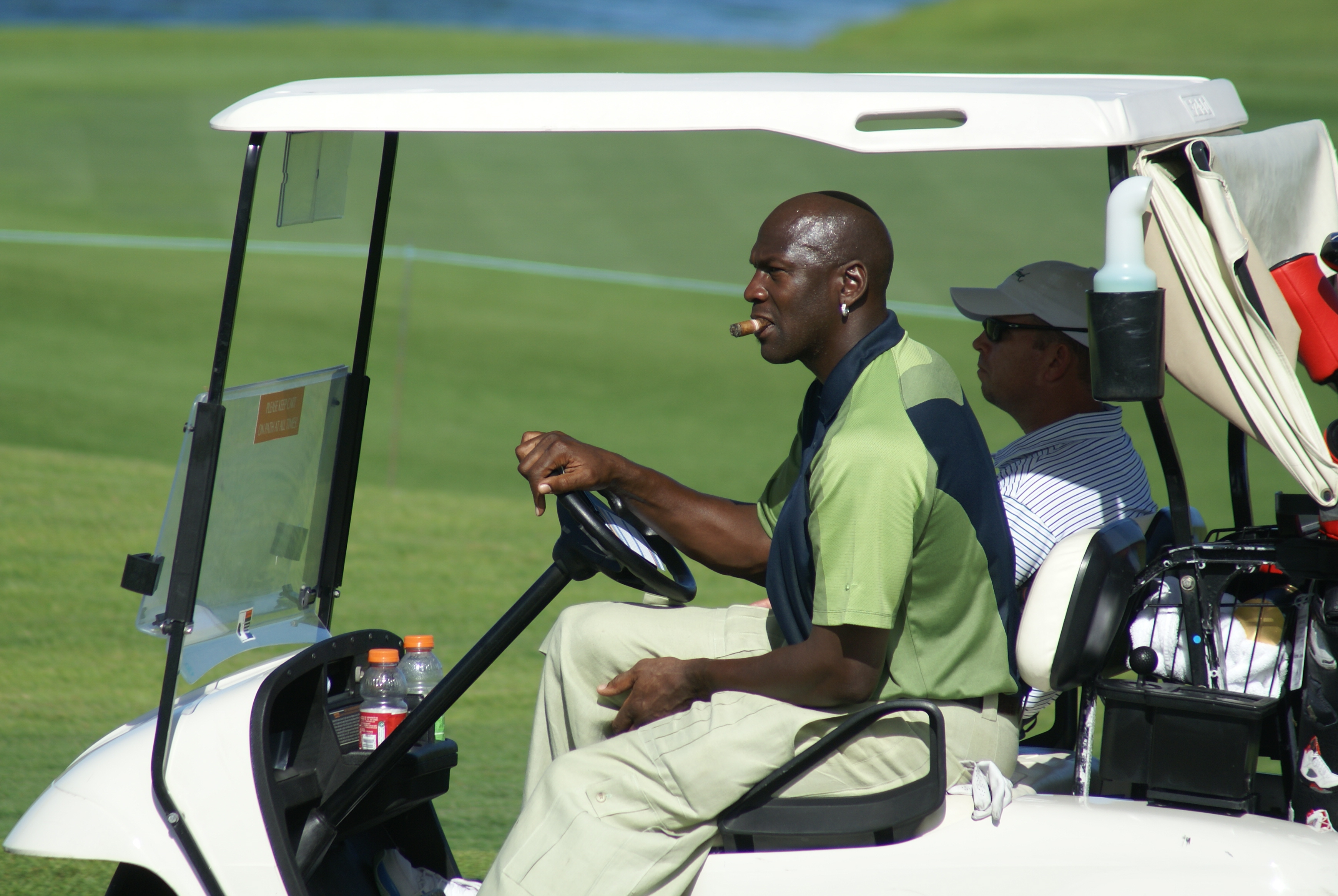
Jordan pe terenul de golf în 2007

După cea de a treia retargere, Jordan a presupus ca va fi capabil să se întoarcă la poziția sa de director al Basketball Operations pentru Wizards. Dar totuși, posesiunea trecută de director a produs rezultate mixte și a influențat schimbul de jucători între Richard "Rip" Hamilton și Jerry Stackhouse (chiar dacă Jordan nu a fost directorul operațiunilor de basket în 2002).
În mai 2003, propietarul echipei „wizards” Abe Pollin l-a concediat pe Jordan din poziția sa de director. Mai târziu s-a simțit trădat, și dacă ar fi știut că va fi concediat după retragere el nu s-ar mai fi întors niciodată să joace pentru „Wizards”. Cu trecerea anilor Jordan s-a păstrat în formă, jucând golf în turnee pentru celebrități în scopuri caritabile, petrecând mai mult timp cu familia sa, Chicago, si promovându-și propia linie de îmbracăminte și mergînd cu motocicleta. Din 2004, Jordan a deținut Michael Jordan Motorsports, o echipă de motociclișt profesioniști pe circuit închis, care a concurat cu două Suzuki în prima clasă la Superbike consacrată de American Motorcyclist Association. Jordan și soția sa de atunci au donat 5 milioane de dolari liceului Hales Franciscan din Chicago în anul 2006 și Jordan brand a făcut o donație către Habitat for Humanity și către o ramură a clubului Boys & Girls Clubs of America din Louisiana. Pe 15 iunie 2006 Jordan a cumpărat un număr mic de acțuni la echipa Charlotte Bobcats făcând-ul să devină al doilea deținător de acțiuni în spatele acelui care deține grupul majoritar de acțiuni Robert L. Johnson. Ca parte din cotract Jordan a fost numit „meneger membru al operațiunilor de basket” cu control total peste partea de basket.
În ciuda succesului anterior ca girant, a făcut o încercare pentru a nu fii inclus în campania de marketing.
În februarie 2010 Jordan caută să obțină majoritatea acțiunilor de la Bobcats. În decursul lui februarie, a ieșit la iveală că, contra candidații pentru deținerea echipei au fost Jordan și fostul preșetinte al echipei Houston Rockets, George Postolos. În 27 februarie, Bobcats anunță că Johnson a ajuns la un acord cu Jordan și grupul său, MJ Basketball Holdings, ca să cumpere echipa, așteptând răspunsul NBA. În 17 martie, conducătorii NBA au aprobat în unanimitate cererea lui Jordan, făcând-ul primul fost jucător de NBA să devină principalul deținător al unei franceze din ligă.

## Profilul de jucător
Jordan a fost un aruncător specializat al echipei care a fost capabil să joace și pozița numarul 3(poziția pe care a jucat-o în cea de a doua întoarcere la Washington Wizards ). De-a lungul carierei sale Jordan a fost cunoscut pentru apucătura sa puternică. El a decis numeroase jocuri cu scheme în ultima secundă și a activat la un nivel ridicat chiar și în jocuri cu circumstanțe potrivnice. Spiritul său competitiv era vizibil în vorbirea sa murdară și bine cunoscuta etică a muncii. Jordan a avut o ofensivă versatilă de joc. Era capabil să patrundă agresiv înspre coș și să fie faultat de catre agresorii săi de foarte multe ori, ale sale 8,772 aruncări libere încercate sunt pe locul 9 în toate timpurile. Pe măsură ce cariera sa a progresat Jordan și-a dezvoltat de asemenea abilitatea de a-și imobiliza adversarii și a marca cu aruncarea prin evitare personaizată, folosindu-și abilitatea de a se îndepărta de la sol conform lui Hubie Brown, această singură mișcare l-a făcut aproape de neoprit. Împotriva criticilor media ca fiind un jucător egoist la începutul carierei, cele 5,3 pase decisive ale lui Jordan pe meci de asemenea indicau dorința de a-și implica coechipierii. În anii de mai târziu NBA a scurtat distanță liniei de 3 puncte la 22 feet care s-a potrivit cu perimetrul extins de aruncare a lui Jordan făcându-l o amenințare și de la distanță, aruncarea sa de 3 puncte s-a dezvoltat de la o valoare scăzută de 9/25, în anul său de novice,într-o valoare stelară de 111/260 în sezonul 1995-96, pentru o extremă Jordan a fost de asemenea un bun recuperator.
În 1988, Jordan a primit premiul NBA pentru cea mai bună defensivă a anului și a devenit primul jucător NBA care a câștigat atât premiul pentru defensivă cât și un premiu pentru cel mai valoros jucător (egalat de către Hakeem Olajuwon, David Robinson, și Kevin Garnett, Olajuwon este singurul jucător pe lângă Jordan care a câștigat ambele premii în aceleași sezon). În plus a doborât recorduri la blocaje și combinând această abilitate cu abilitatea sa de a fura mingile devenind un jucător de defensivă. Cu cele 2,514 interceptări este pe locul doi la această categorie după John Stockton, cu interceptările sale. Jerry West spunea foarte des că este mai interesat de partea de defensivă a lui Jordan decât de partea de ofensivă.

## Moștenirea
Talentul lui Jordan la baschet a fost clar încă din sezonul lui de rookie. În primul său joc în Madison Square Garden împotriva celor de la New York Knicks, Jordan a fost primit cu aplauze, o raritate pentru un jucător advers. După Jordan a marcat 63 de puncte împotriva celor de la Celtics, un record pentru playoff, făcându-l pe Larry Bird să declare că ”Dumnezeu era deghizat ca Michael Jordan”.
Mulți dintre jucători contemporani cu Jordan au spus că acesta este cel mai bun jucător din toate timpurile. Un sondaj ESPN de jurnaliști și alte figuri din sport îl plasează pe Jordan ca fiind cel mai mare atlet al secolului 20 deasupra unora precum Babe Ruth sau Muhammad Ali. În plus Associated Press la votat ca fiind jucătorul de baschet al secolului 20. Jordan a apărut de asemenea de 49 de ori pe coperta revistei Sports Illustrated în 1996 la a 50-a aniversare Jordan a fost numit cel mai mare atlet al ultimilor 50 de ani.
Capacitatea lui Jordan în a sări în înălțime,subliniat și în slamuri la concursurile din 1987 și 1988,el este modelul unor generații de jucători tineri precum LeBron James sau Dwyane Wade. În plus de fiecare dată când un nou rookie promițător intra în NBA comentatorii îl catalogau ca fiind”urmatorul Jordan”,jucători precum Anfernee"Penny" Hardaway, Grant Hill, Kobe Bryant, LeBron James, Vince Carter, și Dweyne Wade. Deși Jordan a făcut și alte sporturi,el a dus la o pupularizare foarte mare a jocului în America.Raitingurile pe care le făcea el la fecare joc au început să scadă o dată cu plecarea sa din NBA.În august 2009 Hall of Fame-ul baschetului American din Springfield, Massachusetts, a deschis o expoziție care contine elemente din cariera lui Michael Jordan atât ca jucător în NBA cât și la colegiu. Expoziția are de asemenea și o mânușă de baseball care semnifica scurta lui carieră în acest sport. 
El a intrat in Hall of Fame in luna septembrie 2009 împreună cu colegii lui de la Bulls Scottie Pippen, Dennis Rodman, Charles Oakley, Ron Harper, Steve Kerr și Toni Kukoc.

## Viața personală

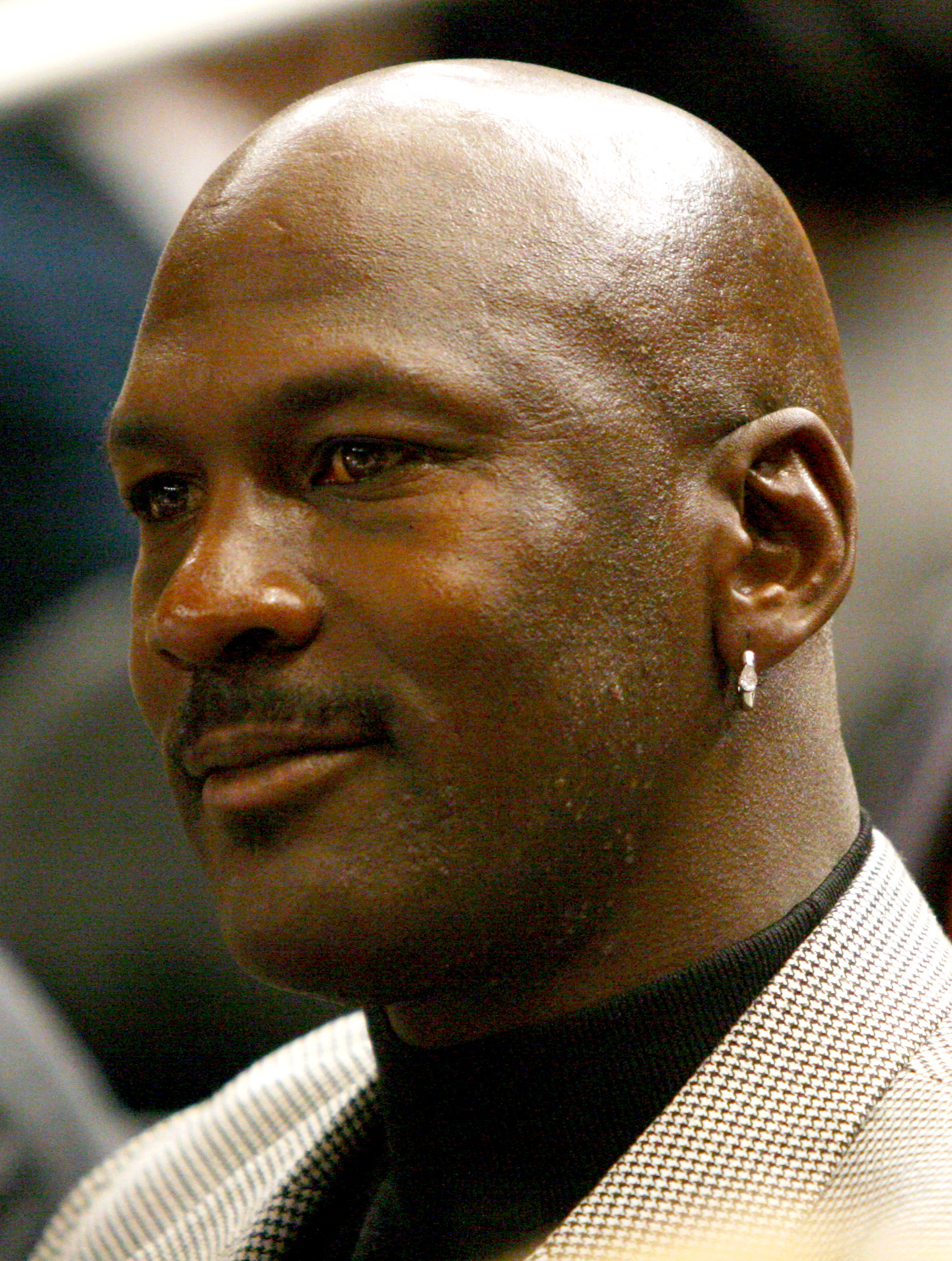
Michael Jordan în 2006

Este al patrulea dintre cei 5 copii. El a avut doi frați mai mari, Larry Jordan și James R. Jordan, Jr., o soră mai mare Deloris și o soră mai mică, Roslyn. Fratele său James s-a retras în 2006 ca și sergent comandant major al 35th Signal Brigade din XVIII Airborne Corps în Armata de uscat a Statelor Unite ale Americii. S-a căsătorit cu Juanita Vanoy, în septembrie 1989, și au avut doi băieți Jeffrey Michael and Marcus James și o fetiță Jsmine. Jordan și Vanoy au depus actele pentru divorț în 4 ianuarie 2002 invocând diferențe ireconciliabile, dar reconciliabile puțin după. Au divorțat iarăși , obținând o decizie finală de dizolvare a mariajului în 29 decembrie 2006, comentând ca decizia a fost „mutuală și amicală”.. S-a zvonit că Juanita a primit 168 de milioane de dolari ca și înțelegere făcând cea mai mare înțelegere de divorț din istorie la momentul anunțului public 
Pe 21 iulie 2006 Cook County, Illinois judecătorul a determinat că Jordan nu-i datorează fostei sale iubite Karla Knafel 5 milioane de dolari, Jordan i-a plătit 250 de dolari ca să rămână în tăcere și a fost de acord să nu-i depună un proces de paternitate după ce Knafel a aflat că e însărcinată în 1991.
Testul DNA a arătat că Jordan nu era tatăl copilului . În cepând din 2007 Jordan a locuit în Highland Park, Illinois și ambii săi copii au mers la Loyola Academy, un liceu romano-catolic privat localizat în Wilmette, Illinois. Jeffrey a absolvit ca și membru al clasei din 2007 și a jucat primul său meci de basket în colegiu în 11 noiembrie 2007 pentru University of Illinois. După două sezoane Jeffrey a părăsit echipa de basket din Ilionis în 2009. Mai târziu s-a reîntors la echipă pentru un al treilea sezon, atunci a primit o aprobare de transfer la University of Central Florida, unde Marcus era deja. Marcus s-a transferat la Whitney Young High School după al doilea an de liceu și a absolvit în 2009. În decembrie 2010 Charlotte Observer a raportat că Jordan a cumpărat și combinat primele apartamente de lux la The Trust o clădire de apartamente de lux în Charlotte, North Carolina.

## Media
Jordan este unul dintre cele mai marchetizate figuri sportive din istorie. A fost purtătorul de cuvânt pentru firme ca: Nike, Inc., Coca-Cola, Chevrolet, Gatorade, McDonald's, Ball Park Franks, Razovac, Wheaties, Hanes, and MCI. Jordan a avut un contract mai lung cu Gatorade, apărând în peste 20 de reclame „Like Mike” în care un cântec era cântat de copii care visau să fie ca Jordan. Nike a creat un pantof pentru el, numit „Air Jordan”. Una dintre cele mai faimoase reclame ale lui Jordan pentru papuc îl include pe Spike Lee jucând rolul lui Mars Blackmon. În reclamă Lee „Blackmon”, încearcă să găsească sursa pentru abilitățile lui Jordan și este convins că ”trebuie să fie pantoful”. Agitația și cererea ridicată de papuci a adus pe neaștepte furturi de papuci în care oamenii erau furați de papucii lor. Treptat Nike a separat linia Jordan într-o linie separată numită Jordan Brand. Compania afișează o listă impresionantă de atleți și celebrități ca și purtători. Brand-ul de asemenea a sponsorizat programe sportive în colegii precum cele de la North Carolina, Cincinnati, Cal, St. John's, Georgetown, și North Carolina A&T. Jordan de asemenea a fost asociat cu personajele din desenele Looney Tunnes. O reclamă de la Nike difuzată în anul 1993 în cadrul Super bowl-ului îl reprezintă și pe Bugs Bunny jucând baschet împotriva unui grup de marțieni. Comercialul de la Super Bowl a fost o sursă de inspirație în anul 1996 pentru filmul de acțiune și animație Space Jam în care era Jordan și Bugs Bunny într-o poveste fictivă de-a lungul primei sale retrageri. Pe urmă apar amândoi în mai multe reclame pentru MCI.
Primul venit anual a lui Jordan este estimat a fi peste 40 de milioane de dolari. În plus atunci când puterea lui Jordan la casele de bilete a fost la cea mai mare cotă, Bulls în mod regulat vindeau bilete la fiecare joc , fie că era acasă sau în deplasare. Datorită acestui fapt Jordan a stabilit recorduri datorită salariului său de jucător, prin semnarea contractelor anuale de 30 de milioane de dolari pe sezon. Un studiu academic a constatat că Jordan după prima sa renîntoarcere în NBA a rezultat într-o creștere a pieței clienților săi.
Cele mai multe din aprobările pentru oferte, inclusiv primul acord de la Nike , au fost intermediate de agentul său David Falk. Jordan a spus despre Falk că „este cel mai bun la meseria sa”, și din punct de vedere al marketing-ului este bun. El este cel care a venit cu conceptul de „Air Jordan”.
În iunie 2010, Jordan a fost clasat pe locul 20 de către Forbes Magazine ca fiind cea mai puternică celebritate din lume cu 55 de milioane de dolari strânși între iunie 2009 și iunie 2010. Conform articolului din Forbes Magazine, Jordan Brand, produce 1 miliard de dolari în vânzările pentru Nike.

## Onoruri și premii

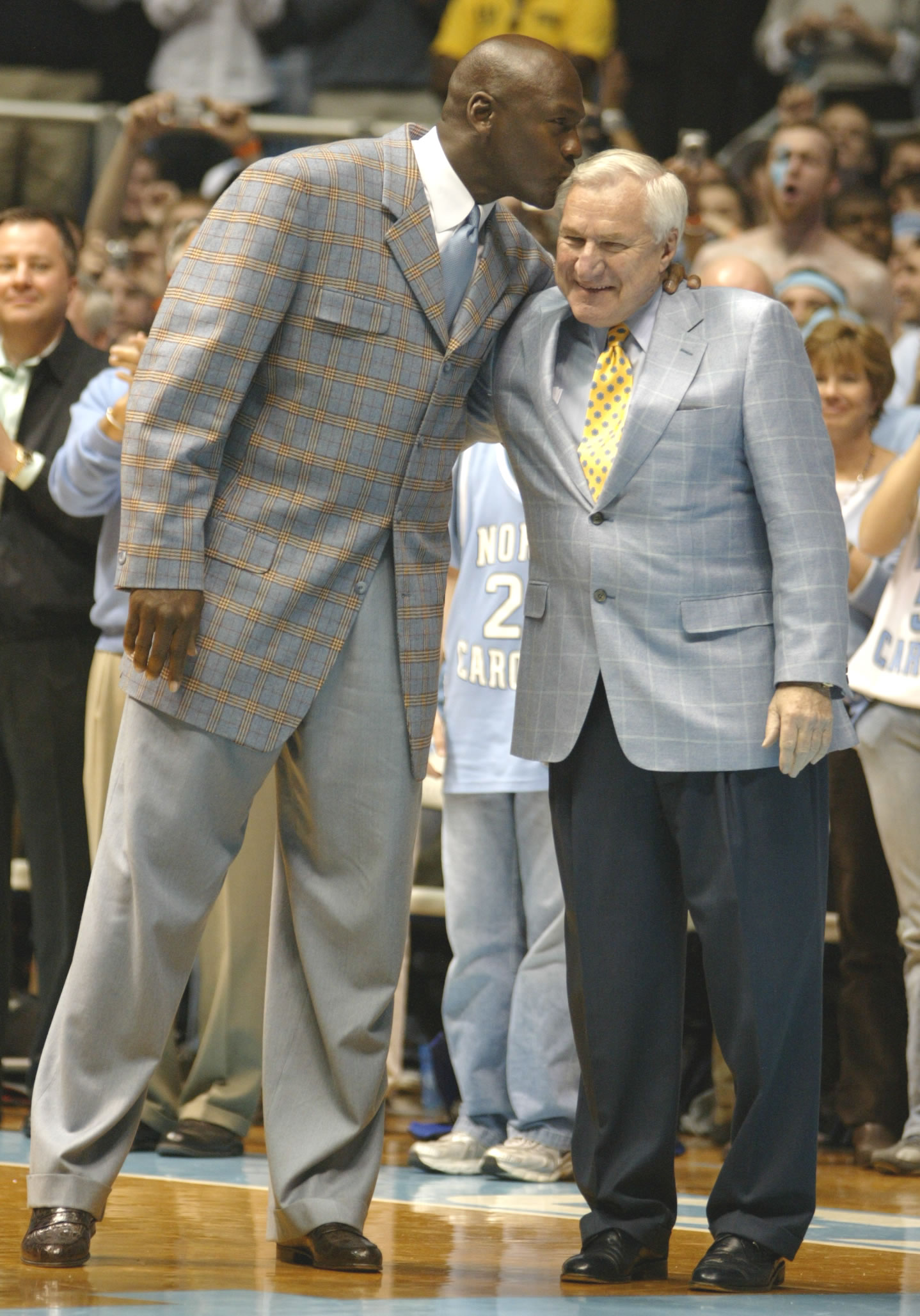
Michael Jordan și Dean Smith la Universitatea din North Carolina la Chapel Hill

Jordan are numeroase premii și a doborât multe recrduri pe parcursul carierei sale. Următoarele sunt câteva din realizările sale:
- Admis în Memorial Basketball Hall of Fame din 2009
- De 3 ori liderul la minute jucate
- 14 selecții în NBA ALL-STAR
- 10 selecții în echipa ideală NBA
- 9 selecții în prima echipă defensivă
- 2 ori campion la concursul de Slam Dunk-1987, 1988
- Bobocul anului în NBA-1984–85
- jucătorul defensiv al anului în NBA-1987–88
- 10 tituluri de cel mai bun marcator
- 3 ori liderul la intercepții
- 2 medalii olimpice de aur-1984, 1992
- De 6 ori campion NBA
- De 6 ori cel mai valoros jucător din finalele NBA
- De 5 ori cel mai valoros jucător din NBA
- Bobocul anului-1984–85
- Sports Illustrated Sportivul anului-1991
- Ales în Hall of Fame pentru Carolina de Nord
- Clasat primul de către ESPN în topul celor 100 de atleți din secolul 20
- Clasat primul de către SLAM Magazine în topul celor mai buni 50 de jucători din istorie